# Sweta Anastasia

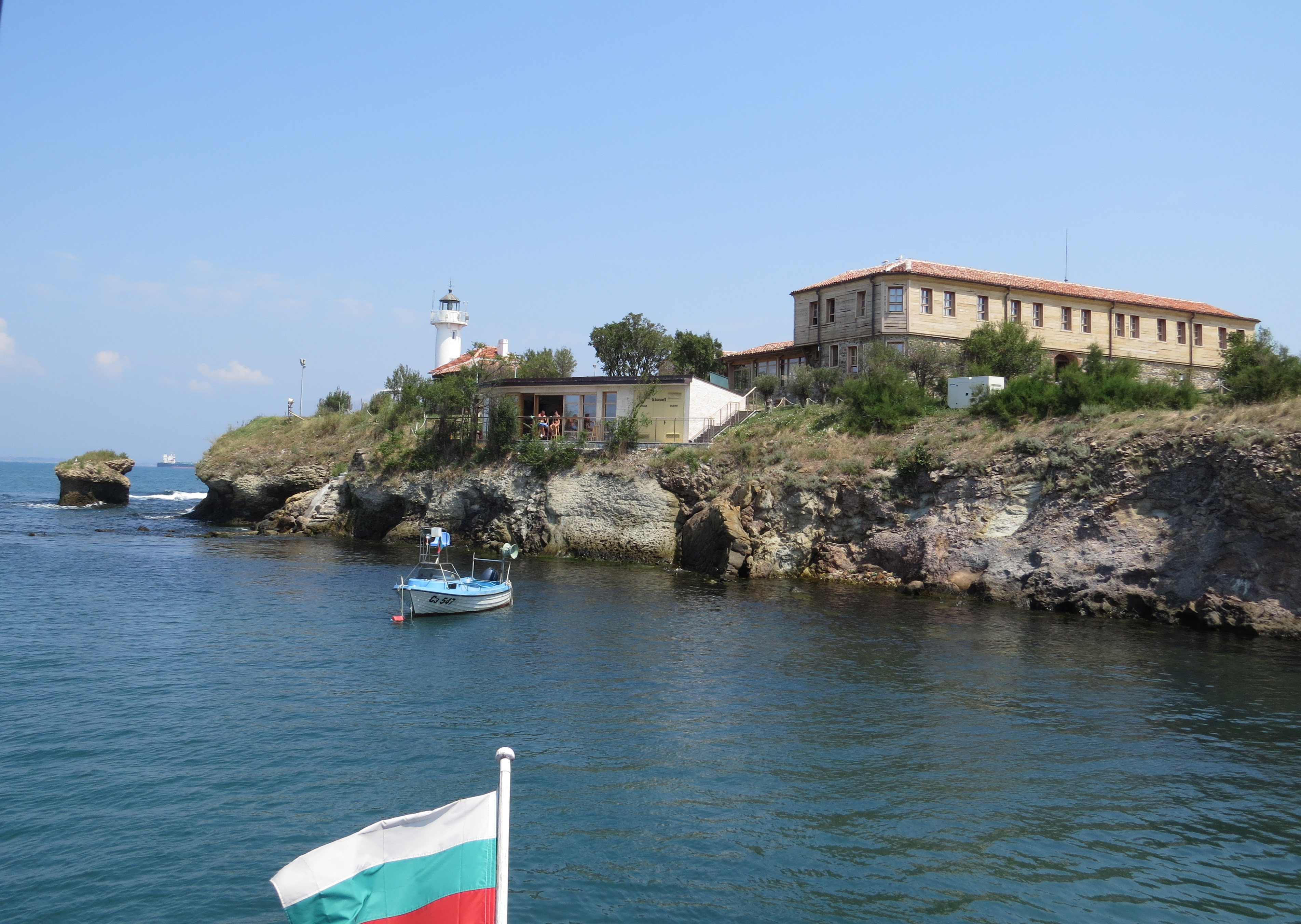
Kloster und Leuchtturm

Sweta Anastasia (bulgarisch остров света Анастасия, ostrow sweta Anastasija) ist eine kleine, nur rund einen Hektar große bulgarische Insel im Schwarzen Meer und gehört zum Stadtgebiet von Burgas. Sie ist die einzige bewohnte bulgarische Meeresinsel und liegt in der Bucht von Burgas, in der Nähe des Militärhafens. Die Insel verfügt über Strom- und Wasserversorgung. Auf der Insel befindet sich das einzige erhaltene, mittelalterliche Inselkloster im Schwarzen Meer.

## Geschichte
Die Geschichte der Insel ist eng mit dem ehemaligen Kloster „Sweta Anastasia“ auf ihr verbunden. Der Name des Klosters war namensgebend für die Insel. Das mittelalterliche Inselkloster war wie die gesamte Küstenregion seit dem Fall unter osmanischer Herrschaft immer wieder Ziel von Piratenangriffen. Das Kloster wurde dabei mehrmals beschädigt und wiederaufgebaut. Der früheste schriftliche Erwähnung des Klosters ist eine Urkunde des Ökumenischen Patriarchen Jeremias II., die von dem griechischen Historiker Lambros Kamperidis veröffentlicht wurde. Die Urkunde ist auf Juni 1575 datiert und dokumentiert die Befestigung des Klosters, die von zwei Mönchen betreut wurde. In der Urkunde wird auch der aus Anchialos (heute Pomorie) stammende Michail Kantakouzinos Şeytanoğlu erwähnt, der Einfluss auf den Patriarchen hatte, welcher ebenfalls aus Anchialos in der Bucht von Burgas entstammte.
Der französische Offizier Lafitte-Clavé besuchte 1784 das Kloster und fand auf der Insel türkische Einheiten vor, dir dort gegen einen eventuellen Angriff der russischen Flotte stationiert waren. 1802 finanzierte der Kaufmann aus Kotel Chadschi Matej (Begründer der Familie Chadschipetrow) die Instandsetzung des Klosters und der Kirche „Sweti Kliment von Ohrid“.
Mit der Gründung des Bulgarischen Exarchats durch den Sultansferman von 1870 erhielt die bulgarische orthodoxe Kirche ihre Unabhängigkeit zurück. Mehrere Orte an der westlichen Schwarzmeerküste, darunter Burgas und das Kloster „Sweta Anastasia“, blieben jedoch weiter unter der kirchlichen Obrigkeit des griechisch geprägten Ökumenischen Patriarchats von Konstantinopel. Ab 1900 übergab das Ökumenische Patriarchat nach langen Protesten die letzten Kirchen und Klöster der bulgarischen Kirche. Die offizielle Übergabe fand am 15. August 1901 statt. Dies geschah nicht überall friedlich; so wollte der griechische Hegumen des Klosters „Sweta Anastasia“ vorher noch den Kirchenschatz verkaufen. Dieser Versuch führte zu Unruhen in Burgas und nur durch das Eingreifen der bulgarischen Regierung konnten Pogrome gegen die griechische Bevölkerung seitens makedonischer Bulgaren verhindert werden. Das Kloster und die dazugehörige Klosterkirche wurden jedoch Anfang 1923 aufgegeben.
Nach dem Putsch vom 9. Juni 1923 gegen die Regierung des Bauernvolksbundes, wurde das ehemalige Kloster von der neuen Regierung unter Aleksandar Zankow zum Gefängnis. So wurden in der zweiten Jahreshälfte von 1923 auf der Insel 132 Mitglieder des Bauernvolksbundes und nach dem Septemberaufstand der bulgarischen Kommunistischen Partei im gleichen Jahr auch kommunistische Häftlinge festgehalten. Die schlechte Versorgungslage der Insel und die damit verbundenen Kosten veranlassten die Regierung noch im selben Jahr das Gefängnis zu schließen. Nach und nach wurde ein Teil der Häftlinge frei gelassen und ein weiterer Teil in das Gefängnis von Burgas verlegt.
Nach dem Bombenanschlag auf die Kathedrale Sweta Nedelja, verübt im April 1925 durch die bulgarischen Kommunisten, wurde die Insel erneut zum Gefängnis. Auch dieses Mal sperrte die Regierung vornehmlich Mitglieder der Kommunistischen Partei Bulgariens ein, so waren in nur vier Zellen über 90 Häftlinge eingesperrt. Am 29. Juli gelang es 43 von ihnen die Flucht von der Insel zum nah gelegenen Kap Atija. Über das Strandscha-Gebirge und Istanbul konnten sie in die Sowjetunion flüchten. Der Großteil der Geflohenen kam jedoch während der Stalinschen Säuberungen ums Leben. Ihnen zu Ehren wurde die Insel, nachdem 1945 in Bulgarien die kommunistische Partei an die Macht kam in, Bolschewikeninsel (bulg. остров Болшевик) umbenannt. Während der Expedition „Pontos 73“ wurde Teil der Insel und die umliegenden Gewässer archäologisch untersucht. In den 1980er Jahren wurde das ehemalige Gefängnis zum Museum. Nach der Demokratisierung des Landes mit dem Fall des Eisernen Vorhangs bekam die Insel ihren Ursprungsnamen zurück.
Heute wird das Kloster erneut von der Bulgarisch-orthodoxen Kirche verwaltet. Daneben gibt auf der Sweta Anastasia-Insel noch einen Leuchtturm, einige Übernachtungsmöglichkeiten, ein Restaurant und einen Kai. Die Insel ist durch regelmäßigen Bootsverkehr von Burgas aus zu erreichen. In der Zukunft soll die Insel noch besser touristisch erschlossen werden, indem Attraktionen gebaut werden.

## Kino
Der bulgarische Filmregisseur Rangel Waltschanow widmete 1958 einen Film („Auf der kleinen Insel“) dem Gefangenenaufstand von 1925.
Im August 2010 wurden Teile des Films Ostrowat (bulg. Островът, zu dt. Die Insel, u. a. mit Thure Lindhardt und Laetitia Casta)  des bulgarischen Regisseurs Kamen Kalew auf der Insel gedreht.